# Lova Herren ni hans änglar
Lova Herren ni hans änglar är en psalm med text ur Psaltaren 89. Musiken är skriven av Lars Hernqvist.

## Publicerad som
- Nr 910 i Psalmer i 90-talet under rubriken "Psaltarpsalmer och Cantica".